# Sever do Vouga
Sever do Vouga (sɨ'vɛɾ du 'vo(ou)gɐ) è un comune portoghese di 13 186 abitanti situato nel distretto di Aveiro.

## Società

### Evoluzione demografica
| Popolazione di Sever do Vouga (1801 – 2004) | Popolazione di Sever do Vouga (1801 – 2004) | Popolazione di Sever do Vouga (1801 – 2004) | Popolazione di Sever do Vouga (1801 – 2004) | Popolazione di Sever do Vouga (1801 – 2004) | Popolazione di Sever do Vouga (1801 – 2004) | Popolazione di Sever do Vouga (1801 – 2004) | Popolazione di Sever do Vouga (1801 – 2004) | Popolazione di Sever do Vouga (1801 – 2004) |
| ------------------------------------------- | ------------------------------------------- | ------------------------------------------- | ------------------------------------------- | ------------------------------------------- | ------------------------------------------- | ------------------------------------------- | ------------------------------------------- | ------------------------------------------- |
| 1801                                        | 1849                                        | 1900                                        | 1930                                        | 1960                                        | 1981                                        | 1991                                        | 2001                                        | 2004                                        |
| 4454                                        | 6394                                        | 9002                                        | 12038                                       | 14077                                       | 13783                                       | 13826                                       | 13186                                       | 12940                                       |

## Freguesias
- Cedrim e Paradela
- Couto de Esteves
- Pessegueiro do Vouga
- Rocas do Vouga
- Sever do Vouga
- Silva Escura e Dornelas
- Talhadas